# Kanboard
Kanboard ist eine Open-Source Projektmanagementsoftware die auf Basis von Kanban arbeitet.
Kanboard ist eine Webanwendung und zeichnet im Besonderen eine minimalistische und einfache Bedienung und eine leichte Installation mit nur geringen Anforderung an den Webserver aus.
Kanboard steht in mehr als 30 Sprachen zur Verfügung und kann dank zahlreicher verfügbarer Plug-ins erheblich im Funktionsumfang erweitert werden.

## Installationsarten
Für Einzelnutzer oder sehr kleine Teams unterstützt Kanboard die Installation mittels Sqlite Datenbank. Für größere Teams sollte ein Datenbankmanagementsystem verwendet werden. Empfohlen wird der Einsatz von PostgreSQL. Weiterhin kann MySQL oder MariaDB verwendet werden.

## Benutzerverwaltung
Das Kanboard hat eine einfache Benutzerverwaltung. Es gibt nur drei Benutzerarten:
- Administratoren, die Zugriff auf alles haben und alles einstellen können
- Moderatoren, die Team-Projekte erstellen, aber keine Anwendungseinstellungen ändern können
- Standardbenutzer, die die Anwendungseinstellungen nicht ändern können, aber den normalen Kanban-Workflow abarbeiten können.[1]

## Rezeption
Laut TechRepublic ist Kanboard ein einfach zu installierendes und zu bedienendes Kanban-Board. Auch die Network World hebt hervor, dass das Kanboard eine einfache und gute Lösung sei. Fatos Xhafa und Omar K. Hussain meinen in ihrem Buch Innovative Mobile and Internet Services in Ubiquitous Computing, dass Kanboard einfach zu verstehen und keinen Schulungsaufwand braucht. Andrea Klein meint ihn ihrem Buch Wissenschaftliche Arbeiten schreiben, dass das Tool gut aussieht und viele Funktionen bietet, aber selber gehostet werden müsste. Laut Dieter Thomaschewski und Rainer Völker ist das Kanboard in ihrem Buch „Agiles Management“ eine leichtgewichtige digitale Lösung, die für agile Lernprojekte optimiert sei. laut opensource.com ist Kanboard eine gute Alternative zu Trello. Es wäre ein minimalistischer Einstieg, aber es würde eine Reihe von Funktionen, darunter Aufgabensuche und -filterung, Unteraufgaben, Anhänge, Kommentare und mehr sowie einige anständige Analyse- und Berichtsoptionen enthalten. Zudem wird hervorgehoben, dass es einfach in eine Vielzahl von Formaten zu exportieren sei, einfach zu installieren, wenig Ressourcen verbraucht und in verschiedener Sprachen übersetzt wurde. Die Steinbeis-Stiftung meint zum Kanboard als Alternative zu Trello, dass das Open-Source Tool eine supereinfache Installation habe, keine Datenbank benötigt, keine Daten bei Dritten hostet, und auch Erweiterungen kostenlos wären. Sie weisen aber darauf hin, dass ein Webserver benötigt würde. Als Nachteil sahen sie, dass die Android-App 2019 nicht den Stand der Technik darstellte. Auch die Computerbild sieht Kanboard als Trello-Alternative. Das Tool würde bei einem minimalistischen Layout die Aufgaben sehr übersichtlich dargestellt. Es hat dafür nützliche Funktionen wie Analyse-Tools und Protokolle und Filteroptionen. Methods & Tools beurteilt das Tools ebenso als einfacher und schneller als andere vergleichbare Tools. Sie heben hervor, dass auch weniger technisch affine Nutzer dieses Tool einfach bedienen können.